# University of North Georgia
Die University of North Georgia (UNG) ist eine staatliche Universität mit fünf Colleges im US-Bundesstaat Georgia. Auch als The Military College of Georgia bekannt, gehört sie zu den sechs Senior Military Colleges (SMC) in den USA.
Sie entstand 2013 nach Beschluss des obersten Gremiums des University System of Georgia (USG) durch Zusammenlegung der 1873 gegründeten North Georgia College & State University (NGCSU) in Dahlonega und des 1964 gegründeten Gainesville State College in Gainesville und hat fünf regionale Campus.

## Campus
UNG besteht aus fünf Campus im Norden von Georgia: Der älteste ist Dahlonega, der bereits 1873 entstand und ca. eine Fahrstunde von der Hauptstadt Atlanta entfernt ist. Weiterhin existieren Oakwood (Gainesville) und Watkinsville (Oconee), beide ehemalige Liegenschaften des Gainesville State College. 2012 wurde darüber hinaus Cumming eröffnet, Blue Ridge folgte 2015.

## Colleges und Einheiten
UNG unterhält fünf akademische Colleges:
- College of Arts & Letters (inklusive des Department of Military Science)
- Mike Cottrell College of Business
- College of Education
- College of Health Sciences & Professions
- College of Science & Mathematics

Weitere Einheiten:
- University College
- Lewis F. Rogers Institute for Environmental & Spatial Analysis (IESA)

Darüber hinaus unterhält UNG in Dahlonega die Sternwarte North Georgia Astronomical Observatory (NGAO).

## Statistik und Werte
Im Herbst 2015 verzeichnete die University of North Georgia 17.289 eingeschriebene Studenten, davon 56 Prozent weiblich. Ca. 77,5 Prozent waren „Weiße (Amerikaner)“, von den anderen Ethnien waren die Hispanics mit 10,6 Prozent als größte Gruppe vertreten. Insgesamt 97 Prozent waren in einem Undergraduate-Programm (Associate und Baccalaureate), 263 Studenten kamen aus dem Ausland. Gewählt werden insbesondere die Studienschwerpunkte Biologie, Management, Psychology, Strafrechtspflege und Marketing.
Die Universität fühlt sich den Werten Verantwortung (Stewardship), Prävention (Prevention), Integrität (Integrity), Verantwortung (Responsibility), Inspiration (Inspiration) und Vertrauen (Trust) = SPIRIT verpflichtet und bekennt sich zum Konzept der Diversität.
Sie wurde durch die USG als State Leadership Institution ausgewählt und 2010, damals noch als NGCSU, durch die Kalifornische Carnegie Foundation for the Advancement of Teaching (CFAT) mit der Community Engagement Classification bedacht.

## Kadettenkorps
Neben dem Angebot fünf regionaler Campus dient UNG als eines von nur sechs höheren Militärcolleges in den USA, wobei das Kadettenkorps (Corps of Cadets) in Dahlonega angesiedelt ist. Die University of North Georgia bietet das Ausbildungsprogramm Reserve Officer Training Corps (ROTC) der United States Army an und hat entsprechend das Motto The Military College of Georgia. Am ROTC-Programm nehmen derzeit 744 Studenten teil, davon mehr als vier fünftel Männer, überwiegend Weiße. Vor der Aufnahme in das Programm erfolgt eine Auswahl, wobei nicht mal zwei von drei Bewerbern genommen werden. 2015/16 erhielten 62 Kadetten Stipendien.
Die Angehörigen des Kadettenkorps, das den Namen Boar's Head Brigade trägt, leben im sogenannten Military Village. Dieses besteht aus drei Gebäudekomplexen: Liberty Hall, Patriot Hall und Gaillard Hall. Die Stuben sind doppelt belegt. Der Tag für die Erstsemester (Freshman) beginnt früh um 6:45 Uhr und ist mit Sport, Inspektion und Studium straff durchorganisiert. Teilweise findet am Wochenende die Militärausbildung statt. In späteren Semestern übernehmen die Kadetten selbst Verantwortung für die jüngeren Jahrgänge. In der Sommerpause können Auslandsaufenthalte, Praktika o. ä. in Anspruch genommen bzw. am Training der US Army teilgenommen werden.

### Military Leadership Center

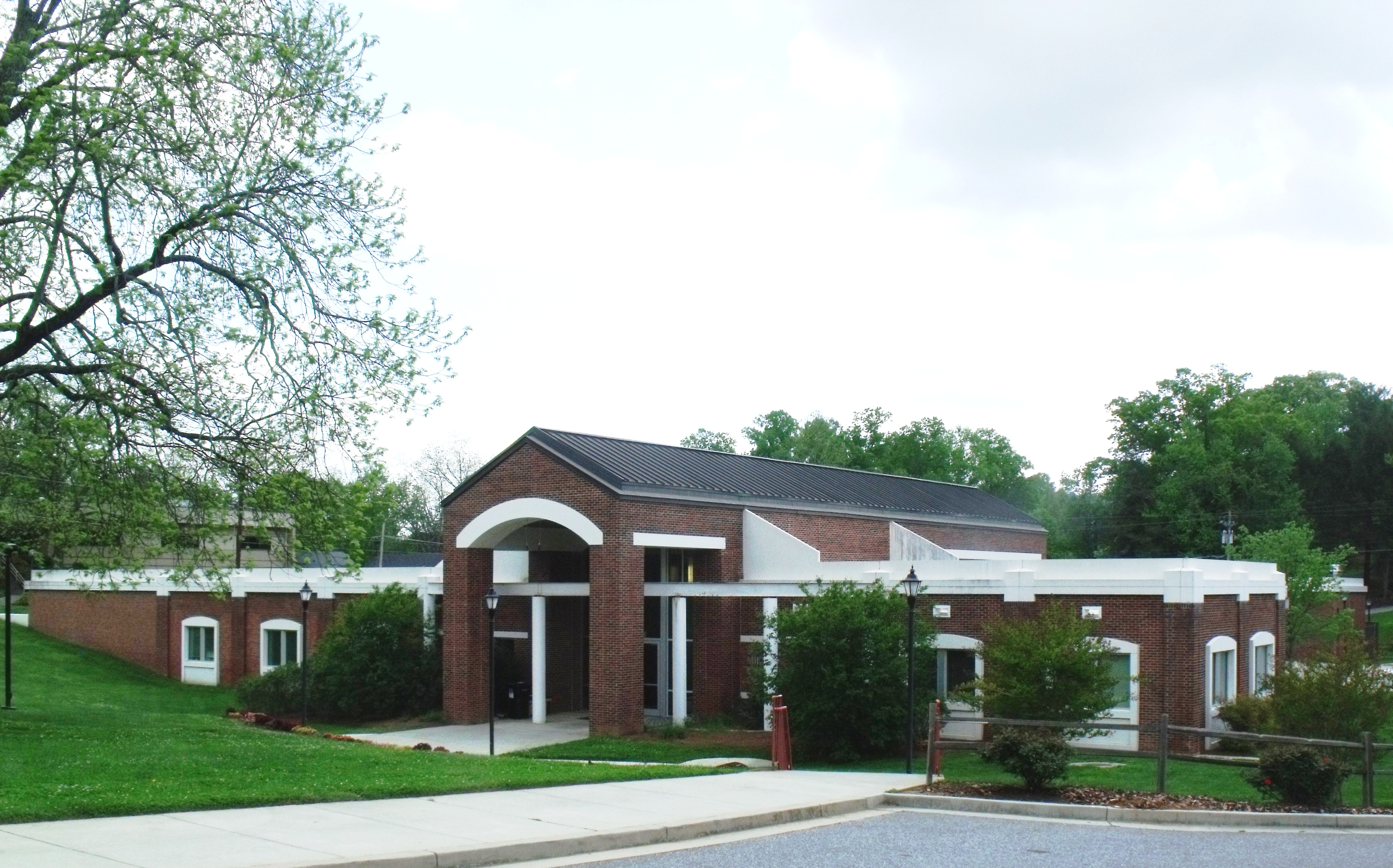
Military Leadership Center

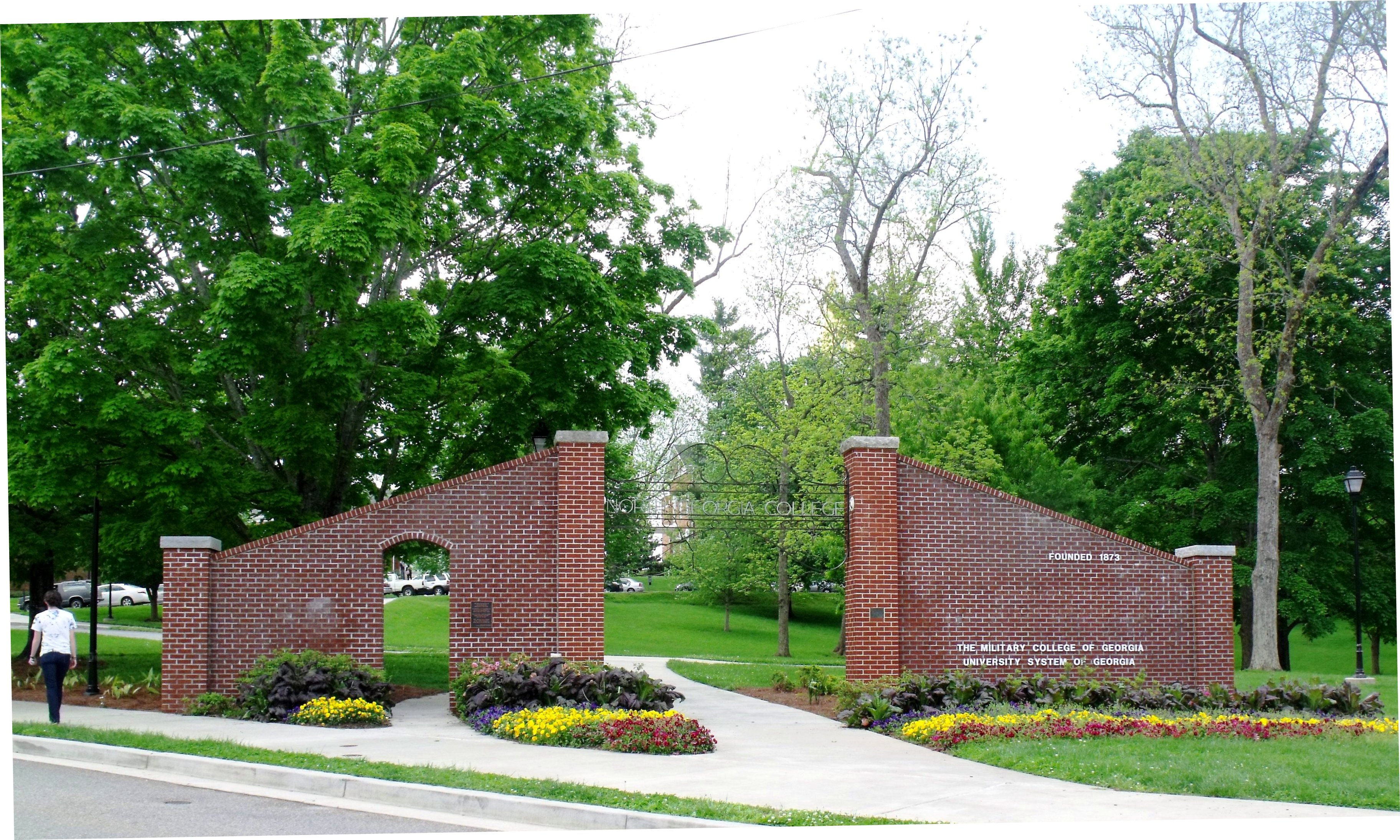
The North Georgia Arch

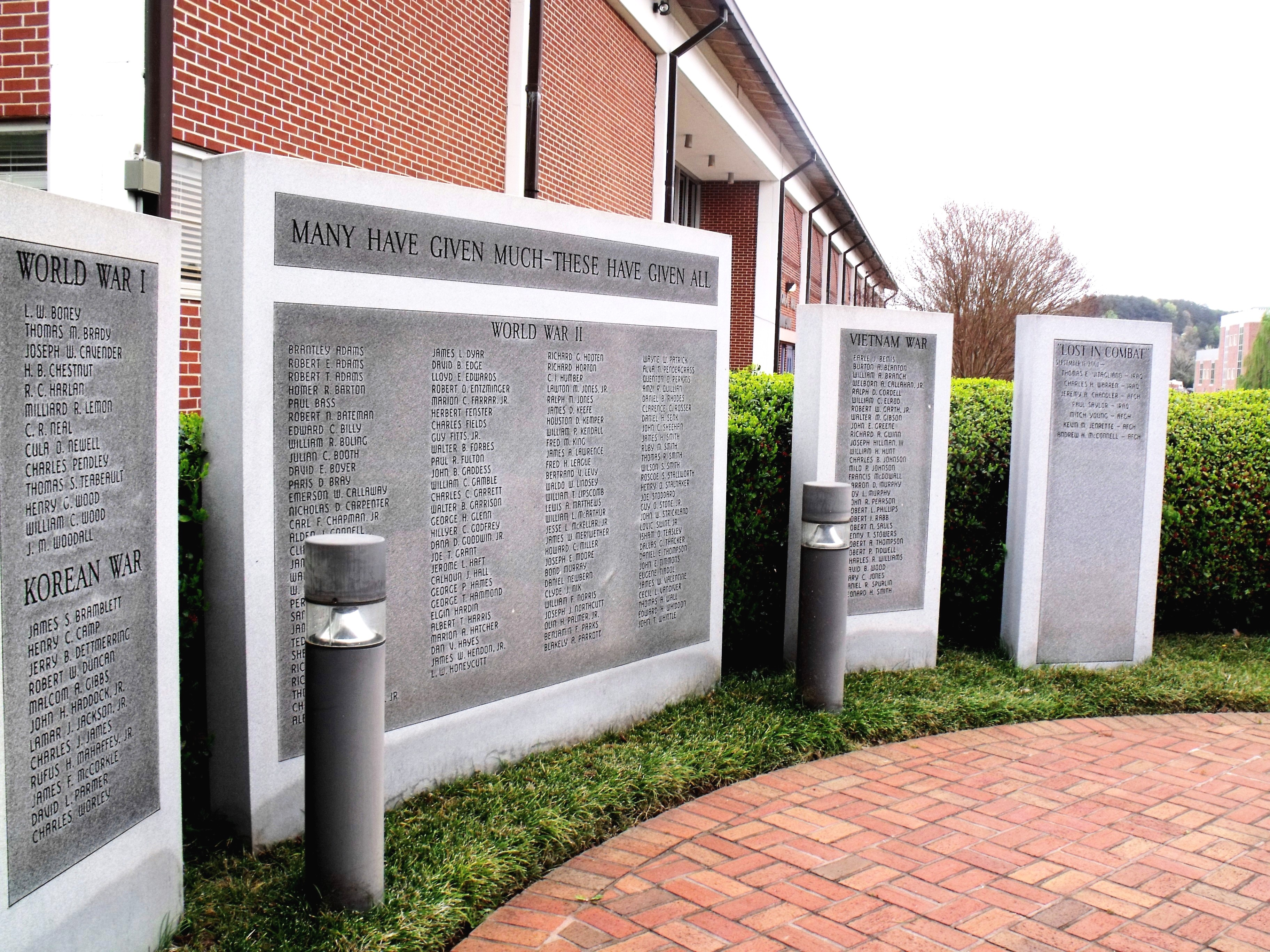
Memorial Wall

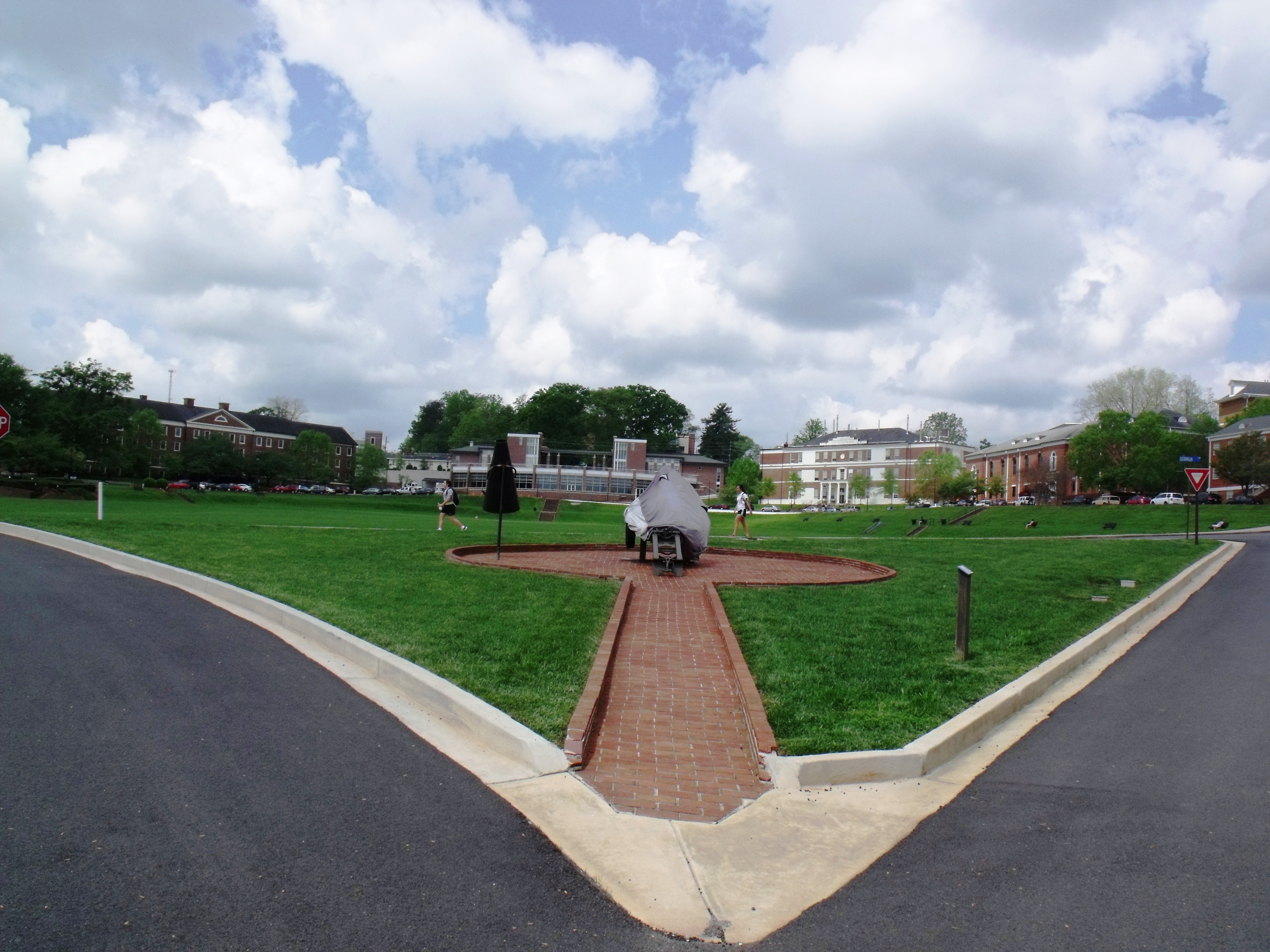
Retreat Triangle

Zu Ehren des Politikers und Unternehmers Brooks Pennington, Jr., der von 1943 bis 1944 dem Kadettenkorps angehörte und Weltkriegs- und Korea-Veteran war, wurde 2004 das Military Leadership Center (MLC) eröffnet. Das Gebäude beherbergt Unterrichts- und Konferenzräume, ein Medienzentrum, eine Rifle Range, das Brigade-Hauptquartier, und ein Atrium.

### Tradition
Durch den 51er Kadettenjahrgang wurde ein Bogen (The North Georgia Arch) errichtet, um den gefallenen Kameraden des Koreakrieges zu ehren. Zu festgesetzten Zeiten ertönt ein Hornsignal (Bugle Calls), währenddessen Personen stehen bleiben und sich der Flagge zuwenden sollen. 1983 wurde eine Denkmal-Wand (Memorial Wall) errichtet, die gefallene Studenten und Alumni der großen Kriege des 20. Jahrhunderts listet. 2009 wurde General William J. Livsey der zentrale Exerzierplatz (Drill Field) gewidmet. Außerdem existiert ein Dreieck (Retreat Triangle) mit einer darauf befindlichen 75-mm-Kanone von 1903, die seit Jahrzehnten täglich abgefeuert wird.

### Organisation
Das Kadettenkorps unterteilt sich in verschiedene Organisationen:
- Aggressor Platoon
- Colombo
- Ranger Challenge
- Blue Ridge Rifles
- Rifle Team
- Patriot Choir
- Color Guard
- Golden Eagle Band
- Cadet Chaplain Corps

#### Blue Ridge Rifles
1950 wurde ein national wahrgenommenes Drillteam gegründet, das seit 1958 den Namen Blue Ridge Rifles trägt. Dieser lehnt sich an die gleichnamige Einheit der Confederate States Army an.

#### Golden Eagle Band
Die Ursprünge der Band des Korps gehen auf das Jahr 1873 zurück. Ihr Name wurde mehrfach geändert, seit 1972 trägt sie ihre heutige Bezeichnung Golden Eagle Band (Steinadler). Die Studenten können sich für das Roy E. Bottom Scholarship bewerben.

### Absolventen
Zu den Absolventen des Kadettenkorps im aktiven Generalsrang gehören:
- Generalleutnant Steve Townsend (1982)
- Generalleutnant William Garrett III (1981)
- Generalmajor William K. Gayler (1988)
- Generalmajor Allan W. Elliott (1984)
- Generalmajor Steve Fogarty (1984)
- Brigadegeneral Joe Jarrard (1988)
- Brigadegeneral Jamie Jarrard (1988)
- Brigadegeneral Paul Calvert (1988)
- Brigadegeneral Ronald Stephens (1986)

## Center for Global Engagement
Zur Stärkung der interkulturellen Kompetenz und zur Förderung des internationalen Austausches dient das Center for Global Engagement (CGE). Für den militärischen Austausch wurde zusätzlich das Cadet English Language Training Team (CELTT) eingerichtet.
Zu den internationalen Partnern der Universität zählen auch deutsche Einrichtungen wie die Universität der Bundeswehr München, die Checkpoint Charlie Stiftung, das Goethe-Institut, die Friedrich-Alexander-Universität Erlangen-Nürnberg, die Hochschule Worms, die Julius-Maximilians-Universität Würzburg und die NATO School in Oberammergau sowie das United States European Command.

## Universitätssport „Nighthawk“

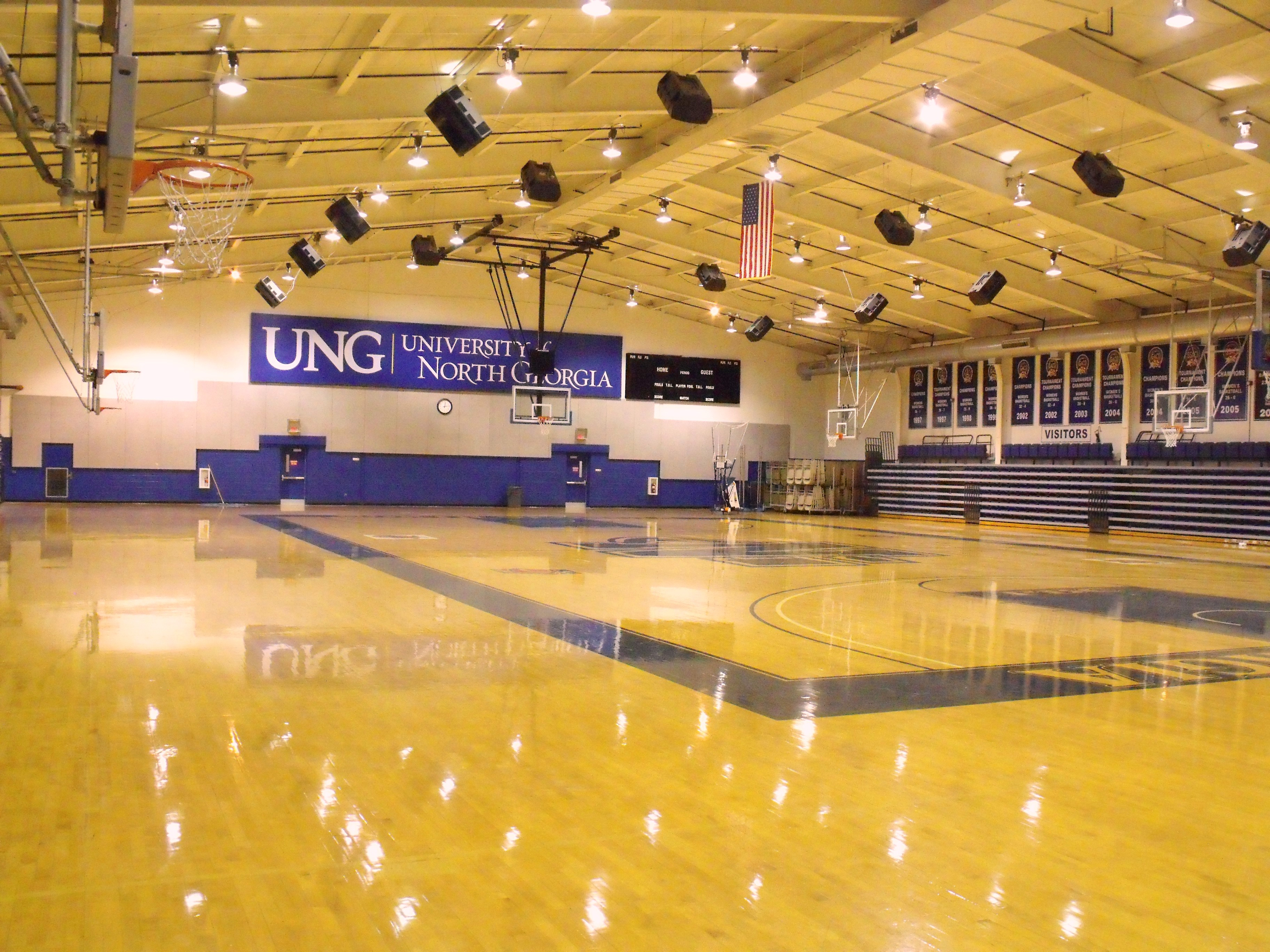
Memorial Hall Gym in Dahlonega

Nach der Zusammenlegung 2013 erhielt der in Dahlonega angesiedelte Hochschulsport das Maskottchen „Nigel the Nighthawk“ und den Nicknamen „Nighthawk“, also einen Nachfalken.
Während die NGCSU von 1970 bis 2005 in der National Association of Intercollegiate Athletics (NAIA) antrat und in den letzten Jahren in der Southern States Athletic Conference (SSAC) vertreten war, spielen die Teams der UNG heute ganz überwiegend in der NCAA Division II, sie ist Mitglied der Peach Belt Conference (PBC) im Südosten der USA. Dort stellt die Universität zwölf varsity Sportteams: Bei den Männern sind das Baseball, Basketball, Fußball, Golf und Tennis, bei den Frauen Basketball, Crosslauf (Cross Country), Golf, Leichtathletik (Track & Field), Softball und Tennis. Zusätzlich wird mit Sportschießen (Rifle) ein gemischter Sport angeboten, der mit einem dreizehnten Team in der NCAA Division I Southern Conference (SoCon) antritt.
Moderne Sportanlagen stehen den Athleten zur Verfügung, darunter das Memorial Hall Gym, das Bob Stein Stadium, das Haines & Carolyn Hill Stadium, der UNG Soccer Complex und die Colonel Raymond C. Hamilton Rifle Range.